# Circonscription de l'Élide
La circonscription de l'Élide (en grec Εκλογική περιφέρεια Ηλείας) est une circonscription législative de la Grèce. Elle correspond au territoire du nome d'Élide. Elle compte 174 695 électeurs inscrits en janvier 2015.

Situation de la circonscription de l'Élide

## Élections législatives de mai 2012

### Résultats
La circonscription de l'Élide élit six députés en mai 2012. Les élections ont lieu au scrutin proportionnel plurinominal avec prime majoritaire et un seuil de représentation de 3 % des suffrages exprimés au niveau national.
105 605 électeurs se sont exprimés sur 179 242 inscrits, soit un taux de participation de 58,92 %. Parmi les vingt-deux listes candidates, cinq listes obtiennent au moins un siège dans la circonscription.
| Rang | Liste                              | Nombre de voix | Pourcentage des voix | Nombre de sièges |
| ---- | ---------------------------------- | -------------- | -------------------- | ---------------- |
| 1    | Nouvelle Démocratie                | +23 682,       | 23,00 %              | 2                |
| 2    | Mouvement socialiste panhellénique | +19 253,       | 18,70 %              | 1                |
| 3    | SYRIZA                             | +15 552,       | 15,10 %              | 1                |
| 4    | Grecs indépendants                 | +09 319,       | 9,05 %               | 1                |
| 5    | Aube dorée                         | +08 079,       | 7,85 %               | 1                |
| 6    | Parti communiste de Grèce          | +07 233,       | 7,02 %               | 0                |
| 7    | Gauche démocrate                   | +05 668,       | 5,50 %               | 0                |

### Députés

#### Nouvelle Démocratie
La liste de la Nouvelle Démocratie est en tête et obtient deux sièges.
| Rang | Nom                              | Nombre de voix |
| ---- | -------------------------------- | -------------- |
| 1    | Kostas Tzavaras                  | +9 262,        |
| 2    | Dionysia-Theodora Avgerinopoulou | +6 137,        |

#### Mouvement socialiste panhellénique
La liste du Mouvement socialiste panhellénique est deuxième et obtient un siège.
| Rang | Nom               | Nombre de voix |
| ---- | ----------------- | -------------- |
| 1    | Yánnis Koutsoúkos | +7 968,        |

#### SYRIZA
La liste de la SYRIZA est troisième et obtient un siège.
| Rang | Nom                            | Nombre de voix |
| ---- | ------------------------------ | -------------- |
| 1    | Efstathía Georgopoúlou-Saltári | +3 067,        |

#### Grecs indépendants
La liste des Grecs indépendants est quatrième et obtient un siège.
| Rang | Nom                     | Nombre de voix |
| ---- | ----------------------- | -------------- |
| 1    | Ioannis Konstantopoulos | +02 472,       |

#### Aube dorée
La liste d'Aube dorée est cinquième et obtient un siège.
| Rang | Nom              | Nombre de voix |
| ---- | ---------------- | -------------- |
| 1    | Nikolaos Krespis | +02 726,       |

## Élections législatives de juin 2012

### Résultats
La circonscription de l'Élide élit 6 députés en juin 2012. Les sièges sont répartis à l'issue d'un scrutin proportionnel plurinominal avec prime majoritaire entre les listes ayant obtenu au moins 3 % des suffrages exprimés au niveau national.
99 453 électeurs se sont exprimés sur 179 441 inscrits, soit un taux de participation de 55,42 %. Parmi les dix-huit listes candidates, trois listes obtiennent au moins un siège dans la circonscription.
| Rang | Liste                              | Nombre de voix | Pourcentage des voix | Nombre de sièges |
| ---- | ---------------------------------- | -------------- | -------------------- | ---------------- |
| 1    | Nouvelle Démocratie                | +29 957,       | 30,45 %              | 4                |
| 2    | SYRIZA                             | +25 787,       | 26,21 %              | 1                |
| 3    | Mouvement socialiste panhellénique | +16 280,       | 16,55 %              | 1                |
| 4    | Aube dorée                         | +07 486,       | 7,61 %               | 0                |
| 5    | Grecs indépendants                 | +05 944,       | 6,04 %               | 0                |
| 6    | Gauche démocrate                   | +05 046,       | 5,13 %               | 0                |
| 7    | Parti communiste de Grèce          | +03 441,       | 3,50 %               | 0                |

### Députés

#### Nouvelle Démocratie
La liste de la Nouvelle Démocratie est en tête et obtient 4 sièges.
| Rang | Nom                              |
| ---- | -------------------------------- |
| 1    | Kostas Tzavaras                  |
| 2    | Dionysia-Theodora Avgerinopoulou |
| 3    | Georgios Kondogiannis            |
| 4    | Andréas Marinos                  |

#### SYRIZA
La liste de la SYRIZA est deuxième et obtient un siège.
| Rang | Nom                            |
| ---- | ------------------------------ |
| 1    | Efstathía Georgopoúlou-Saltári |

#### Mouvement socialiste panhellénique
La liste du Mouvement socialiste panhellénique est troisième et obtient un siège.
| Rang | Nom               |
| ---- | ----------------- |
| 1    | Yánnis Koutsoúkos |

## Élections législatives de janvier 2015

### Résultats
La circonscription de l'Élide élit cinq députés en janvier 2015. Les sièges sont répartis à l'issue d'un scrutin proportionnel plurinominal avec prime majoritaire entre les listes ayant obtenu au moins 3 % des suffrages exprimés au niveau national.
101 414 électeurs se sont exprimés sur 174 695 inscrits, soit un taux de participation de 58,05 %. Parmi les dix-sept listes candidates, trois listes obtiennent au moins un siège dans la circonscription.
| Rang | Liste                                | Nombre de voix | Pourcentage des voix | Nombre de sièges |
| ---- | ------------------------------------ | -------------- | -------------------- | ---------------- |
| 1    | SYRIZA                               | +37 421,       | 37,89 %              | 3                |
| 2    | Nouvelle Démocratie                  | +26 566,       | 26,90 %              | 1                |
| 3    | Mouvement socialiste panhellénique   | +08 042,       | 8,14 %               | 1                |
| 4    | Aube dorée                           | +05 962,       | 6,04 %               | 0                |
| 5    | Mouvement des socialistes démocrates | +04 769,       | 4,83 %               | 0                |
| 6    | Parti communiste de Grèce            | +04 117,       | 4,17 %               | 0                |
| 7    | La Rivière                           | +03 753,       | 3,80 %               | 0                |
| 8    | Grecs indépendants                   | +03 703,       | 3,75 %               | 0                |

### Députés
La répartition des sièges au sein de chaque liste élue dépend du nombre de voix obtenues individuellement par chaque candidat, suivant le système du vote préférentiel. Dans la circonscription de l'Élide, les listes peuvent comporter jusqu'à sept candidats. Les électeurs peuvent exprimer un vote préférentiel pour un maximum de deux candidats sur la liste pour laquelle ils votent.

#### SYRIZA
La liste de la SYRIZA est en tête et obtient trois sièges.
| Rang | Nom                            | Nombre de voix |
| ---- | ------------------------------ | -------------- |
| 1    | Efstathia Georgopoulou-Saltari | +8 510,        |
| 2    | Dimitrios Baxevanakis          | +7 460,        |
| 3    | Gerasimos Balaouras            | +7 339,        |

#### Nouvelle Démocratie
La liste de la Nouvelle Démocratie est deuxième et obtient un siège.
| Rang | Nom                   | Nombre de voix |
| ---- | --------------------- | -------------- |
| 1    | Konstantinos Tzavaras | +8 851,        |

#### Mouvement socialiste panhellénique
La liste du Mouvement socialiste panhellénique est troisième et obtient un siège.
| Rang | Nom               | Nombre de voix |
| ---- | ----------------- | -------------- |
| 1    | Yánnis Koutsoúkos | +4 451,        |